# Pistol Carpați Md. 1974
Pistol Carpați Md. 1974 (рум. Пистолет «Карпаты» модели 1974) — румынский самозарядный пистолет калибра 7,65 мм, состоящий на вооружении армии и полиции Румынии. Разработан компанией «Fabrica de Arme Cugir». По принципу работы и конструкции напоминает частично Walther PP, но не является его лицензионной копией.

## Описание[3]

### Внешний вид
Корпус выполняется из дюралюминия. Прицел незакреплённый, подвижный. Ствол имеет четыре канавки, хромированный.

### Принцип работы
При выстреле пистолет как оружие двойного действия мгновенно выбрасывает гильзу и автоматически загружает следующий патрон. Может использоваться в различных ситуациях, при изъятии с кобуры автоматически снимается с предохранителя.

### Патроны
Пистолет использует патроны 7,65x17 мм (.32 ACP). Вес каждой пули составляет 4,75 г, длина 12 мм, масса взрывчатого вещества 0,16 г. В магазин может поставляться до 7 патронов (длина магазина 25 мм, масса — 7,7 г), вес зарядного устройства 50 г.

## Применение

### Эффективность при стрельбе
Максимальная дальность поражения составляет 50 м, хотя для точного выстрела достаточно и 10 метров. Опытный стрелок поражает мишени диаметром 3 см на расстоянии 10 м и мишени диаметром 15 см на расстоянии 25 м.

### Как табельное оружие
С 1974 года и по настоящее время пистолет состоит на вооружении румынской армии и полиции. В настоящее время проводится его активная замена более совершенной австрийской моделью Glock 17, пистолет сейчас используется чаще как оружие для самообороны. Пистолеты подобного типа всё ещё хранятся на складах румынской армии.